# Buvolec pestrý
Buvolec pestrý, v Africe známý pod názvem bontebok (Damaliscus pygargus dříve Damaliscus dorcas), je velký sudokopytník obývající travnaté savany Jihoafrické republiky a Lesotha.
Rozeznáváme 2 poddruhy: Buvolce bělořitního čili buntboka (D. p. dorcas) a buvolce běločelého čili blesboka (D. p. phillipsi).

## Popis
- hmotnost: 68–145 kg
- délka těla: 140–200 cm
- délka ocasu: 30–60 cm
- výška v kohoutku: 80–100 cm

Trup je zbarven sytě hnědě s purpurovým leskem, břišní strana těla je žlutavá nebo bílá. Na končetinách má většinou žluté „punčochy“, na hlavě bílý pruh táhnoucí se od čela až k čenichu. U poddruhu D. p. dorcas nalezneme bílý obřitek a nepřerušovanou bílou střední podélnou lysinu na obličeji od rohů k čenichu, zatímco druhý poddruh D. p. phillipsi má lysinu přerušenou na čele černým páskem táhnoucím se mezi očima. Obě pohlaví jsou si velice podobná, jenom samice jsou menší a světlejší. Stejně jako ostatní buvolci má i buvolec pestrý protáhlý čenich, dlouhé uši a až 70 cm dlouhé zploštěné kroužkované rohy. Ty mají obě pohlaví, jenom u samců bývají delší než u samic.

## Chování
Buvolec pestrý je při nižších teplotách aktivní ve dne, kdy se živí trávou a jinými dostupnými rostlinami. Teplé dny tráví odpočinkem ve stínu stromů a keřů a za potravou se vydávají brzy ráno nebo večer. Jsou to společenská zvířata žijící obvykle v méně jak 25členných rozvolněných stádech tvořených několika samicemi nebo jedním dospělým samcem a samicemi s mláďaty. Buvolec bělořitní tvoří znatelně větší stáda než buvolec běločelý.
Samci obhajují teritoria, která si značí trusem, rozhrabáváním země a výměškem předoční žlázy, který otírají o traviny a větvičky. Při soubojích na sebe nejprve funí a prskají, poté zaujímají vyzývavé pozice a zápasí rohy, ke skutečným soubojům však dochází zřídkakdy. Vítězství jim umožňuje dominovat ve stádu samic a mláďat. Samci také drží stádo v celku a jsou iniciátory delších výprav. Svou dominantnost dávají najevo několika druhy chování, např. postavením bokem k vetřelci, rozrýváním půdy pomocí rohů nebo prudkým trháním hlavou.
Jejich přirozené predátory tvoří především kočkovité a psovité šelmy – lvi, levharti, hyeny a psi hyenovití.
Buvolec pestrý se páří v období dešťů, mezi únorem a dubnem. Samice rodí po osmiměsíční březosti jediné mládě, které se rodí v období mezi srpnem a prosincem. Mládě je již pár minut po narození schopno postavit se na končetiny a o něco málo později již následovat matku. Buvolec pestrý se může dožít až 17 let.

## Ohrožení
Buvolec pestrý byl dříve považován za škůdce, což bylo důvodem k tvrdému pronásledování a zabíjení. Ve volné přírodě byl do roku 1930 skoro vyhuben a přežívalo pouze sedmnáct zvířat. Díky následným ochranářským opatřením byla celková populace buvolců pestrých stabilizována a v současnosti je podle Červeného seznamu IUCN klasifikován jako málo dotčený druh. Většina buvolců pestrých v současné době žije v přírodních parcích a rezervacích, kde tvoří celosvětově oblíbenou atrakci.

## Buvolec pestrý v českých zoo
Buvolce pestré chovají v Česku tyto zoologické zahrady:
- ZOO Dvůr Králové nad Labem
- ZOO Lešná
- ZOO Liberec
- ZOO Ostrava
- ZOO Praha
- ZOO Plzeň

## Galerie

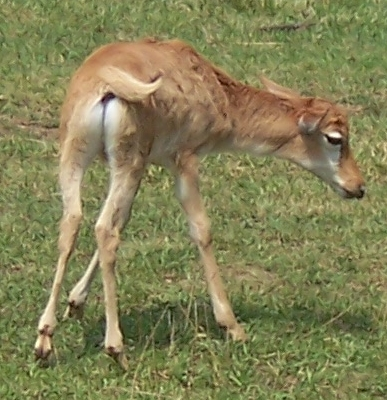
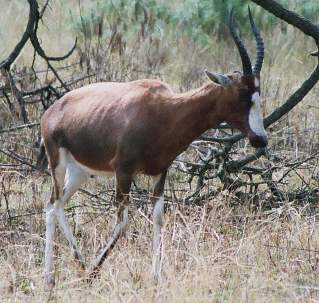
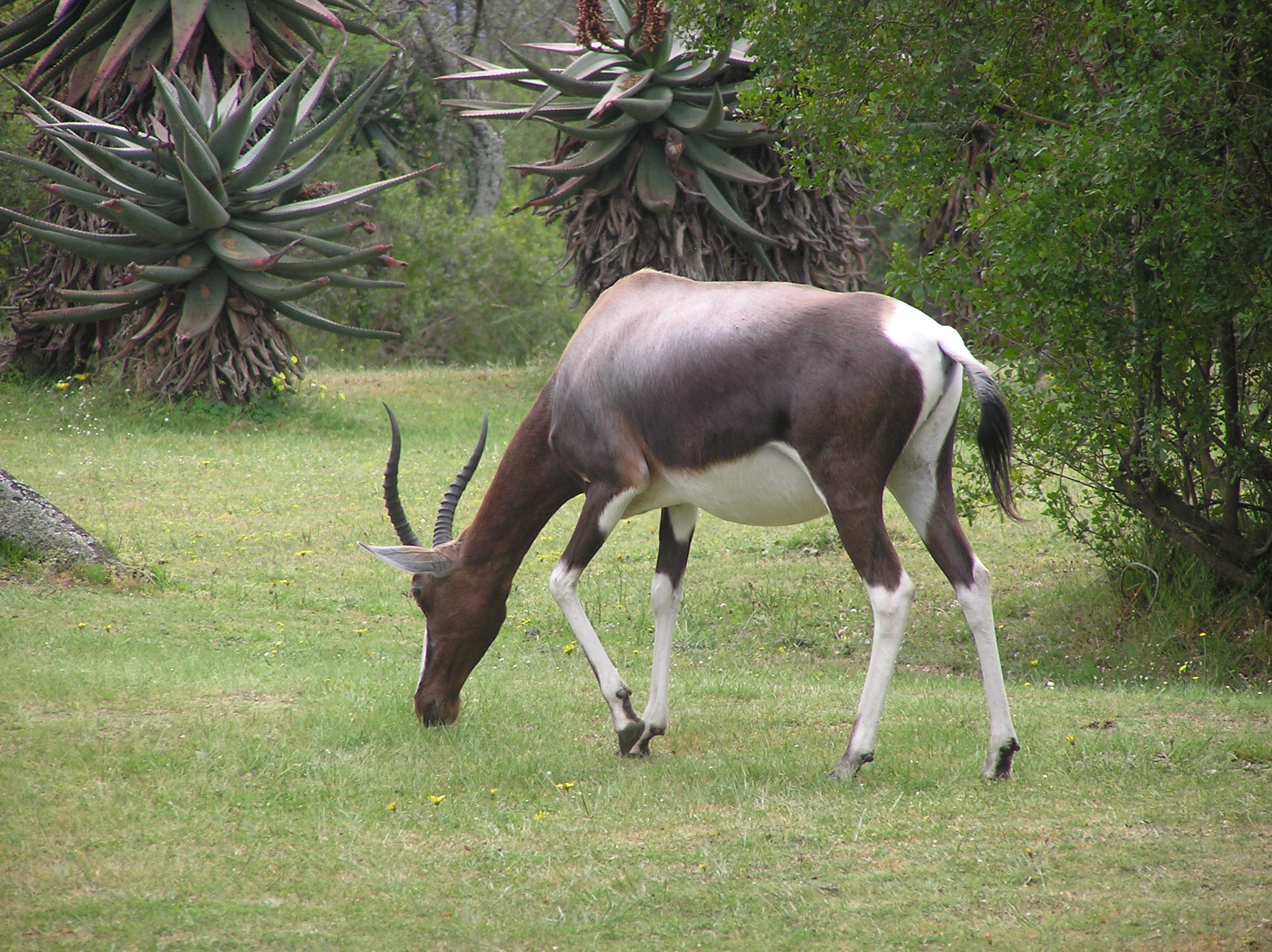
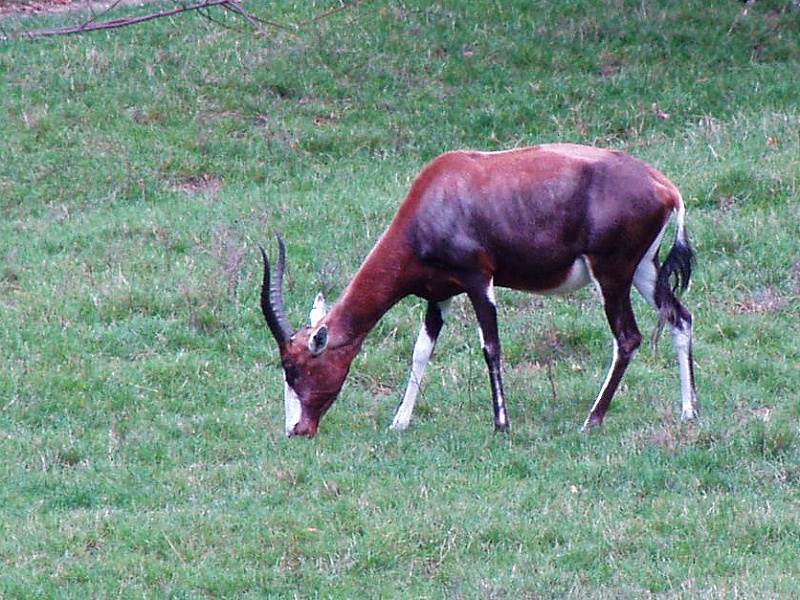